# John Barth
John Simmons Barth (n. 27 mai 1930, Cambridge⁠(d), Maryland, SUA – d. 2 aprilie 2024, Bonita Springs⁠(d), Florida, SUA), cunoscut mai ales ca John Barth, a fost un eseist, nuvelist, scriitor și pedagog american, cunoscut mai ales pentru latura postmodernistă și metafictivă a scriiturilor sale.

## Scurtă biografie
Ca student la Universitatea Johns Hopkins, Barth era fascinat de ciclurile de povești orientale și de colecțiile medievale, un tip de literatură care avea să îi influențeze mai târziu stilul literar. Și-a luat licența în Litere la Johns Hopkins University, în 1951, și diploma de master, în 1952.
A fost profesor la Universitatea de Stat din Pennsylvania, la Universitatea de Stat din Buffalo, New York și la Universitatea din Boston. În prezent, predă la universitatea sa Alma Mater, Johns Hopkins, în cadrul programelor de limbă engleză și creativitate literară.

## Romane
- 1957 - The Floating Opera - (Varieteu pe apă),
- 1958 - The End of the Road,
- 1960 - The SotWeed Factor,
- 1966 - Giles Goat-Boy,
- 1968 - Lost in the Funhouse -  Rătăcit in Casa oglinzilor,
- 1972 - Chimera,
- 1979 - Letters,
- 1982 - Sabbatical: A Romance,
- 1987 - The Tidewater Tales,

## Eseuri
- The Friday Book, 1984
- Further Fridays, 1995

## Premii
- 1956 - Nominalizat la National Book Award pentru Varieteu pe apă
- 1966 - National Institute of Arts and Letters grant in literature
- 1965 - The Brandeis University creative arts award in fiction
- 1968 - Nominalizat la National Book Award pentru Rătăcit în Casa oglinzilor
- 1972 - National Book Award pentru Chimera
- 1997 - F. Scott Fitzgerald Award
- 1998 - Lannan Foundation Lifetime Achievement Award
- 1998 - PEN/Malamud Award
- 1999 - Enoch Pratt Society's Lifetime Achievement in Letters Award

## Romane traduse în limba română
- 2007 - Varieteu pe apă, Editura Nemira;
- 2007 - Rătăcit în Casa oglinzilor, Editura Nemira.